# OPmobility
OPmobility S.A. (indtil marts 2024: Plastic Omnium S.A.) er en fransk producent af plastikprodukter til bilindustrien.
Selskabet blev etableret af Pierre Burelle i 1946. Plastic Omnium har 131 fabrikker i 26 lande.